# TCP11
TCP11‏ (T-complex 11) هوَ بروتين يُشَفر بواسطة جين TCP11 في الإنسان.